# Manuel Morocho Tapia
Manuel Morocho Tapia és un policia nacional espanyol, conegut per ser l'investigador principal del cas Gurtel, quan era inspector en cap de la UDEF.
El 2013, fou condecorat pel Govern del Partit Popular amb la Medalla al Mèrit Policial. El 2017, en una comissió d'investigació davant el Congrés, declarà que indiciàriament Mariano Rajoy havia rebut diners de la caixa B del PP. El 2021, en qualitat de testimoni del cas Kitchen, acusà alts dirigents del PP d'impedir la seva investigació sobre el finançament il·legal d'aquest partit. Concretament declarà que, per tal d'apartar-lo de la investigació, li oferiren càrrecs a l'ambaixada de Lisboa i a l'ONU.